# Andorra op de Olympische Zomerspelen 2020
Andorra nam deel aan de Olympische Zomerspelen 2020 in Tokio, Japan. De selectie bestond uit 2 atleten, actief in 2 verschillende disciplines. De Andorrese atleten wisten geen medailles te behalen

## Atleten
Hieronder volgt een overzicht van de atleten die zich kwalificeerden voor deelname aan de Olympische Zomerspelen 2020.
| sport     | mannen | vrouwen | totaal |
| --------- | ------ | ------- | ------ |
| Atletiek  | 1      | 0       | 1      |
| Kanovaren | 0      | 1       | 1      |
| totaal    | 1      | 1       | 2      |

## Sporten

### Atletiek
Mannen
Loopnummers
| atleet   | onderdeel | series  | series | halve finale   | halve finale   | finale         | finale         |
| atleet   | onderdeel | tijd    | rang   | tijd           | rang           | tijd           | rang           |
| -------- | --------- | ------- | ------ | -------------- | -------------- | -------------- | -------------- |
| Pol Moya | 800 m     | 1.47,44 | 7      | niet geplaatst | niet geplaatst | niet geplaatst | niet geplaatst |

### Kanovaren
Vrouwen
Slalom
| atlete                  | onderdeel  | series | series | series | series | series    | series | kwartfinale | kwartfinale | halve finale | halve finale | finale         | finale         |
| atlete                  | onderdeel  | run 1  | rang   | run 2  | rang   | beste run | rang   | tijd        | rang        | tijd         | rang         | tijd           | rang           |
| ----------------------- | ---------- | ------ | ------ | ------ | ------ | --------- | ------ | ----------- | ----------- | ------------ | ------------ | -------------- | -------------- |
| Monica Doria Vilarrubla | C-1 slalom | 113,78 | 6      | 119,69 | 14     | 113,78    | 9 Q    | n.v.t.      | n.v.t.      | 128,32       | 11           | niet geplaatst | niet geplaatst |
| Monica Doria Vilarrubla | K-1 slalom | 110,57 | 11     | 110,54 | 13     | 110,54    | 14 Q   | n.v.t.      | n.v.t.      | 118,15       | 16           | niet geplaatst | niet geplaatst |